# إيوند
إيوند هي قرية في مقاطعة شبستر، إيران. عدد سكان هذه القرية هو 1,312 في سنة 2006.